# Trinkglasserie mit rubinroten Füßen

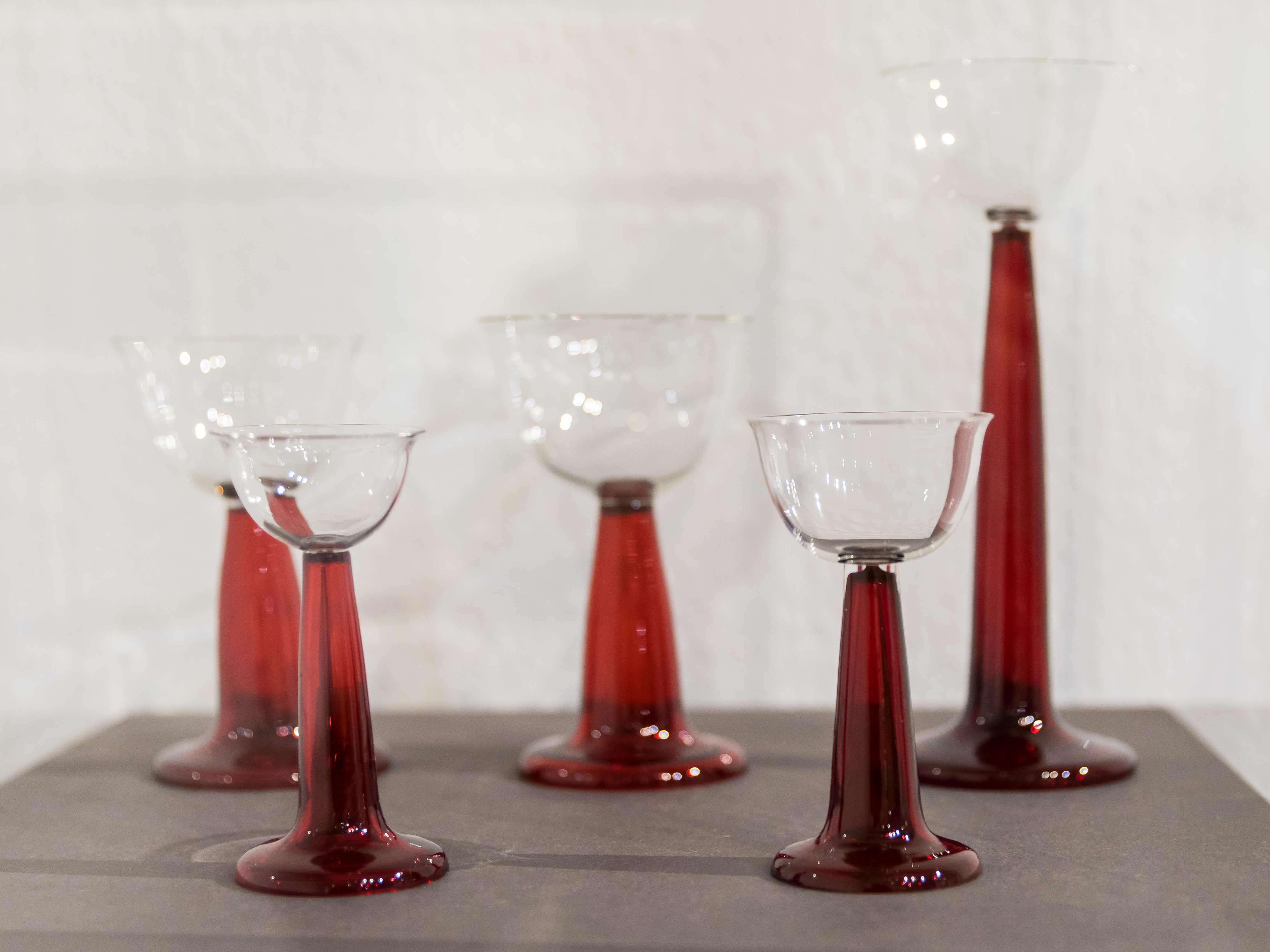
Teile der Trinkglasserie mit rubinroten Füßen in der Ausstellung zum 150. Geburtstag von Peter Behrens im Museum für Angewandte Kunst Köln (2018)

Die Trinkglasserie mit rubinroten Füßen (gelegentlich auch als Zarathustra-Gläser bezeichnet) ist eine 1900/01 von Peter Behrens entworfene Trinkglasserie für das Haus Behrens in der Darmstädter Künstlerkolonie Mathildenhöhe.

## Hintergrund
Nachdem Peter Behrens sich Ende des 19. Jahrhunderts mit Holzschnitten und Gemälden in der Kunstszene einen Namen gemacht hatte, stellte er ab 1898 Trinkglasserien, Porzellan und Bestecke für einen gedeckten Tisch auf Ausstellungen vor. Großherzog Ernst Ludwig von Hessen und bei Rhein wurde bei einer dieser Ausstellungen auf Behrens aufmerksam und lud ihn ein, an der Künstlerkolonie Mathildenhöhe mitzuwirken. Ab November 1899 entwarf Peter Behrens ein Musterhaus samt kompletter Inneneinrichtung der Künstlerkolonie, das im Mai 1901 zur Eröffnung der Ausstellung Ein Dokument Deutscher Kunst präsentiert wurde.
Für das Speisezimmer im Haus Behrens schuf er neben einem Geschirrservice und einer Besteckserie, die die Muster der Tischwaren, Teppiche und Tapeten aufnahm, eine schlichte Trinkglasserie mit rubinroten Füßen. Mit dem Entwurf ganzer Trinkglasserien beschritt Behrens einen ganz neuen Weg in der Tafelkultur. Bis zum Ende des 19. Jahrhunderts war es üblich, mit Einzelgläsern oder farblich variierenden Gläsern den Tisch zu decken.

## Trinkglasserie

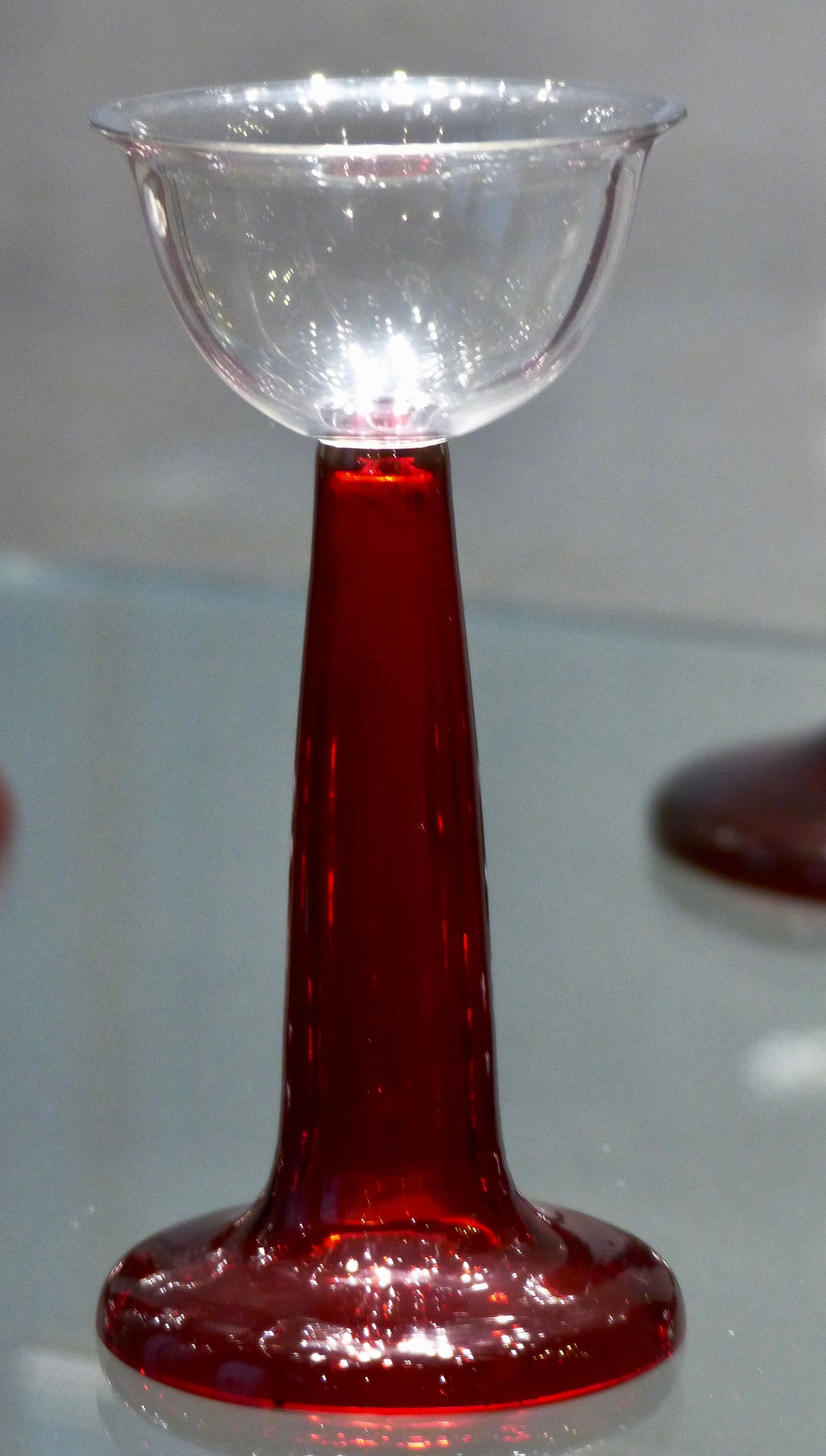
Madeiraglas

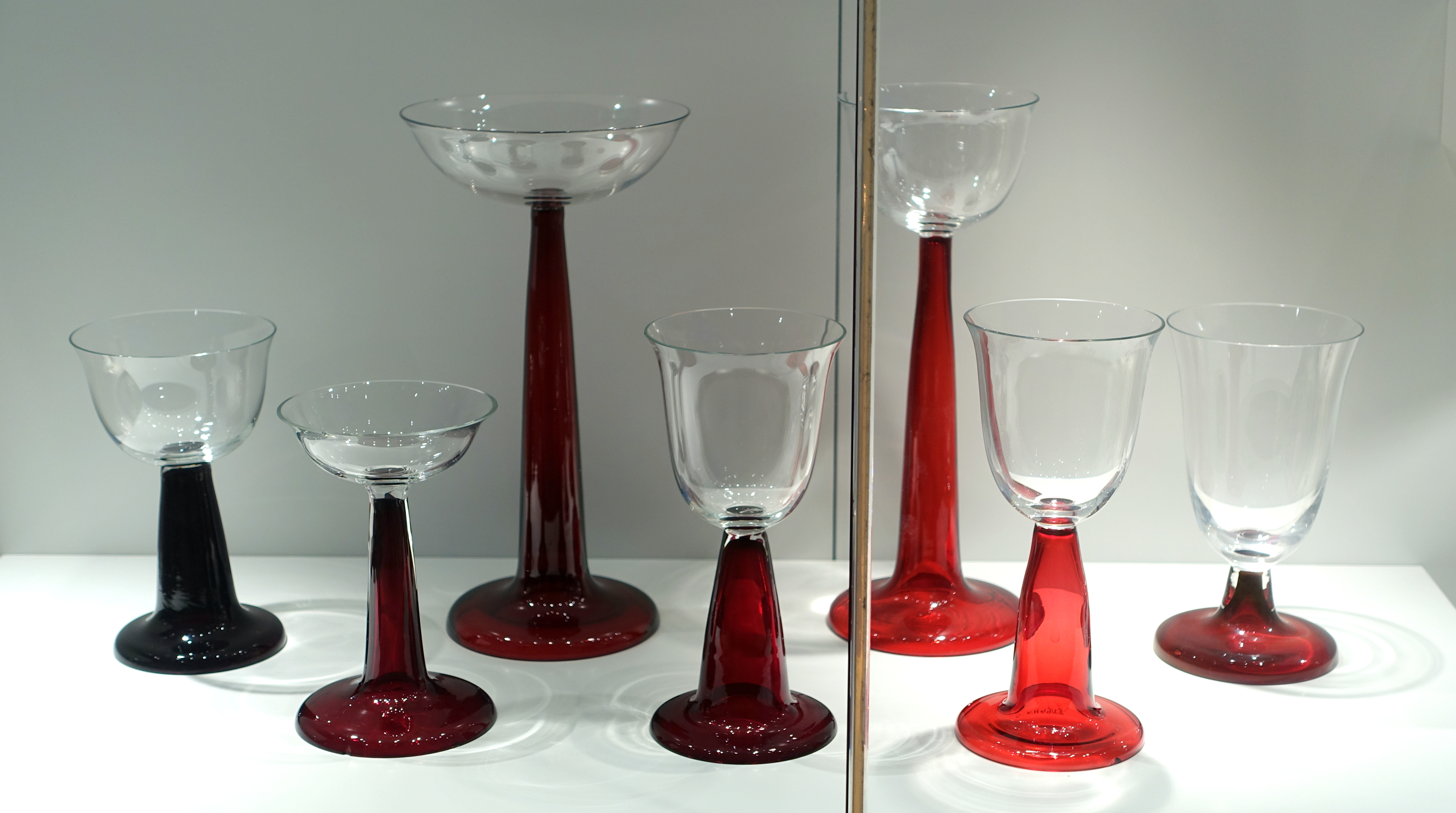
Teile des Trinkglassets des Museums der Künstlerkolonie Mathildenhöhe

Die Trinkglasserie wurde 1900/01 in der Rheinischen Glashütten-Actien-Gesellschaft in Köln-Ehrenfeld hergestellt. Dem Direktor der Rheinischen Glashütten-Actiengesellschaft, Oskar Rauter, gelang es, 1888 die Produktion von Goldrubingläsern zu perfektionieren und sehr farbreine Gläser herzustellen. Für diese Leistung erhielt die Glashütte auf der Deutsch-Nationalen Kunstgewerbeausstellung in München ein Diplom. Ende des 19. Jahrhunderts galt die Ehrenfelder Glashütte als einer der führenden Hersteller von dunkelroten Goldrubingläsern. Nach dem Ausscheiden von Oskar Rauter übernahm Eduard von Kralik die Leitung der Glashütte und ermöglichte auch auswärtigen Künstlern, eigene Entwürfe zu realisieren.
Peter Behrens wählte aufgrund der Qualität der Rubingläser für die Herstellung der Trinkglasserie für das Haus Behrens die Ehrenfelder Manufaktur aus. Bei der Gestaltung der Trinkglasserie mit den rubinroten Füßen verbindet Behrens harmonisch altdeutsche, hohle Trompetenfüße, ausgeführt in dem wiederentdeckten Rubinglas, mit einer farblosen, venezianischen Glockenkuppa. Durch Materialuntersuchungen konnte nachgewiesen werden, dass sowohl Gläser mit einem in der Masse goldrubin durchgefärbten als auch mit Goldrubinfarbe überfangenen Stiel hergestellt wurden, wobei die durchgefärbten Gläser wesentlich seltener zu finden sind.

### Einzelgläser
Die ursprüngliche Trinkglasserie umfasste vermutlich zunächst sechs Glasformen. Aus zahlreichen Sammlungen sind jedoch mindestens fünf weitere Glasformen bekannt. Die Zuschreibung war schwierig, da es durchaus üblich war, die Trinkglasserien auf Kundenwunsch zu modifizieren und individuell zu erweitern. Ob alle Glasformen bereits 1901 in Ehrenfeld hergestellt wurden oder zu einem späteren Zeitpunkt in der Glasmanufaktur Benedikt von Poschinger im Bayerischen Wald, kann aufgrund des häufigen Fehlens einer Manufakturgravur nur vereinzelt festgestellt werden. Die Gläser der Kölner Manufaktur waren größtenteils nicht signiert, wurden jedoch mit einem Etikett aus Papier ausgezeichnet, welches sich jedoch nur selten erhalten hat.
Gesichert ist jedoch, dass sich in den Musterbüchern des Jahres 1929 der Glasmanufaktur von Poschinger Entwürfe finden, die sich in Formensprache und Farbgestaltung auf den Entwurf der Glasserie von Peter Behrens beziehen. Die Musterentwürfe 140/1-5 zeichnen sich durch einen nach unten offenen, trompetenförmigen, rosa Glasfuß aus, der eine glockenförmige, farblose Kuppa trägt. Als Entwerfer dieser Kuppa ist in die Musterbücher die Signatur V. Hoffmann, Dortmund, 6. 6. 1929 eingetragen.
Zu der Trinkglasserie mit rubinroten Füßen zählen folgende Gläser, wobei die Größenangaben geringfügig variieren können:
| Glas                  | Höhe (cm)      | Durchmesser der Kuppa (cm) |
| --------------------- | -------------- | -------------------------- |
| Champagnerschale      | 21,3           | 11                         |
| Moselweinglas         | 20,3/20,7      | 08,5                       |
| Rotweinglas           | 15,2/15,3/15,7 | 07,6                       |
| Rotwein-/Weißweinglas | 14             | 0–                         |
| Weißweinglas          | 13,3           | 08,5                       |
| Bierglas              | 15             | 08,5                       |
| Wasserglas            | 13,5           | 07,7                       |
| Madeiraglas           | 13,1           | 0–                         |
| Portwein-/Süßweinglas | –              | 0–                         |
| Sherryglas            | 12,2           | 08                         |
| Likörglas             | 11             | 0–                         |

## Kritik und Rezeption
Behrens fertigte die im Ausstellungskatalog Dokument Deutscher Kunst 1901 bezeichnete Trinkglasserie mit rubinroten Füßen ursprünglich für das Haus Behrens in der Künstlerkolonie Mathildenhöhe an. Der zeitgenössische Kritiker Alfred Lichtwark beschrieb die Wirkung des gedeckten Tisches von Behrens wie folgt:

„Und dann die Speisezimmer. Daß es so viel Behagen, so viel Heiterkeit und Anmuth auf der Welt geben kann, wo ein künstlerischer Geschmack die Wege weist, war ersichtlich den Allermeisten ganz neu. Diese Speisezimmer waren stets belagert, und die jungen Mädchen und Frauen konnten von ihren männlichen Begleitern, deren Auge noch nicht so viel empfindet, nur nach wiederholten Bemühungen weiter geschleppt werden, und ich habe wiederholt gesehen, daß sie auf der Treppe noch einmal umkehrten, um im Husch noch einmal den Anblick des gedeckten Tisches mit seinem zierlichen Damast, den neuen Gläserformen, den neuen Servicen und dem lieblichen Blumenschmuck zu genießen.“

Die modernen Gläser wurden auch nach dem Niedergang der Ehrenfelder Glashütte in der Glasmanufaktur von Poschinger sporadisch weiter produziert.
Das Trinkglasservice mit den rubinroten Füßen wird heute in verschiedenen Glas- und Designmuseen ausgestellt, unter anderem im Museum für Angewandte Kunst Köln, im British Museum und im Corning Museum of Glass.
Im Frühjahr 2018 wurden fünf Gläser der Trinkglasserie während der Sonderausstellung Peter Behrens #Alleskönner gezeigt. Ein vollständiger Gläsersatz wurde 2013 im Rahmen der Sonderausstellung Peter Behrens. Vom Jugendstil zum Industriedesign in der Kunsthalle Erfurt ausgestellt.
Einzelne Gläser aus dem bei Sammlern begehrten Gläsersatz erreichen auf internationalen Kunstauktionen Preise von 7.000 bis 10.000 Euro.

## Repliken
Bis 2021 fertigte die Glasmanufaktur von Poschinger, die sich in den letzten Jahren fast ausschließlich auf qualitativ hochwertige Repliken von Glasobjekten und Trinkglasserien spezialisiert hatte, fünf Gläser aus dem Trinkglassatz von Peter Behrens als nummerierte Sammlerobjekte. Neben einer hochstieligen Champagnerschale, einem Weißwein- und einem Bierglas werden auch ein Sherry- und ein Madeiraglas wieder hergestellt. Die Form der Kuppa wich geringfügig von den Gläsern ab, die 1901 in Köln-Ehrenfeld angefertigt wurden.

## Würdigung

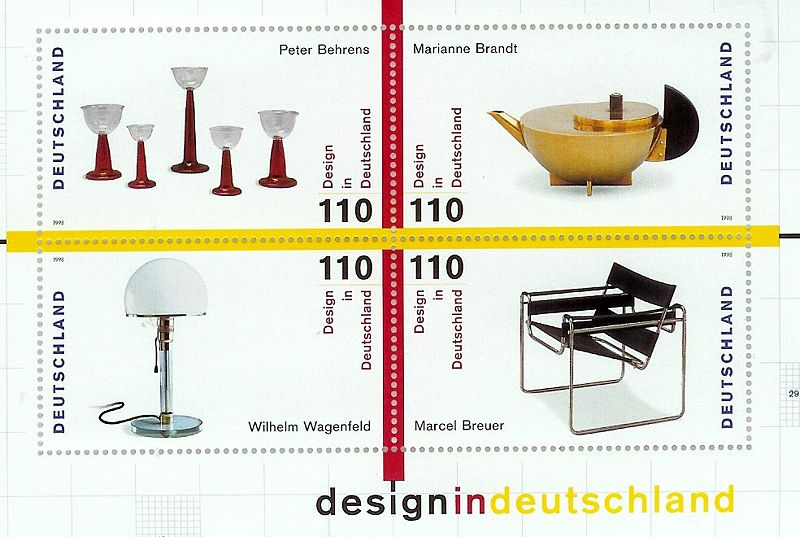
Briefmarkenblock „Design in Deutschland“ mit Motiv der Glasserie von Peter Behrens

Im Jahr 1998 gab die Deutsche Bundespost den Briefmarkenblock Design in Deutschland heraus, auf dem neben der Wagenfeld-Leuchte, dem Tee-Extraktkännchen MT-49 von Marianne Brandt und dem Wassily-Stuhl Nr. B 3 von Marcel Breuer auch die Trinkglasserie mit den rubinroten Füßen von Peter Behrens dargestellt wurde.